# Saison 2018 de l'équipe cycliste Sunweb Development
La saison 2018 de l'équipe cycliste Sunweb Development est la deuxième de cette équipe.

## Préparation de la saison 2018

### Arrivées et départs
| Arrivées           | Équipe 2017           |
| ------------------ | --------------------- |
| Leon Heinschke     | LV Brandenburg        |
| Marc Hirschi       | BMC Development       |
| Niklas Märkl       | RSC Linden            |
| Chih Hao Tu        | Giant-Castelli        |
| Jens Vanoverberghe | Van Moer Logistics CT |

| Départs         | Équipe 2018        |
| --------------- | ------------------ |
| Marc Goos       | Retraite           |
| Maxime Gressier | CC Nogent-sur-Oise |
| Leon Rohde      | Heizomat Rad-Net   |
| Ruben Zepuntke  |                    |

## Coureurs et encadrement technique

### Effectif
| Effectif 2018                    | Effectif 2018     | Effectif 2018  | Effectif 2018                                  |
| Cycliste                         | Date de naissance | Pays           | Équipe précédente                              |
| -------------------------------- | ----------------- | -------------- | ---------------------------------------------- |
| Nils Eekhoff (1 janv.–31 juill.) | 23 janvier 1998   | Pays-Bas       | Wilton (2016)                                  |
| Felix Gall                       | 27 février 1998   | Autriche       | RC ARBÖ-Tom Tailor-RBK-Wörgl (2016)            |
| Marc Hirschi                     | 24 août 1998      | Suisse         | BMC Development (2017)                         |
| Max Kanter (1 janv.–31 juill.)   | 22 octobre 1997   | Allemagne      | LKT Team Brandenburg (2016)                    |
| Jarno Mobach                     | 17 août 1998      | Pays-Bas       |                                                |
| Joris Nieuwenhuis                | 11 février 1996   | Pays-Bas       | Rabobank Development (2016)                    |
| Martin Salmon                    | 29 octobre 1997   | Allemagne      | Chambéry CF (2016)                             |
| Florian Stork                    | 27 avril 1997     | Allemagne      | Team Sauerland NRW p/b Henly & Partners (2016) |
| Sergio Tu                        | 24 février 1997   | Taipei chinois | Giant-Castelli (2017)                          |
|                                  |                   |                |                                                |
| Source : ProCyclingStats         |                   |                |                                                |

## Bilan de la saison

### Victoires
| Victoires | Victoires                     | Victoires | Victoires | Victoires    | Victoires |
| Date      | Course                        | Pays      | Classe    | Vainqueur    |           |
| --------- | ----------------------------- | --------- | --------- | ------------ | --------- |
| 8 mars    | Prologue, Istrian Spring Tour | Croatie   | 2.2       | Nils Eekhoff |           |
| 10 mars   | 2e étape, Istrian Spring Tour | Croatie   | 2.2       | Marc Hirschi |           |